# بوكوفي-بلاتوفي (لوهانسكا)
بوكوفي-بلاتوفي (Боково-Платове) هي مدينة في مقاطعة لوهانسكا في أوكرانيا.